# Hans-Oscar Wöhlermann
 (février 2015).
Hans-Oscar Wöhlermann est un officier allemand pendant la Seconde Guerre mondiale.

## Biographie
Vers la fin de la guerre, il prend part à la bataille des Hauteurs de Seelow et à la bataille de Berlin.
Pendant la nuit du 24 avril 1945, la réorganisation des défenses de Berlin ajoutait à la confusion et à la pression qui reposaient sur les épaules des officiers comme Wöhlermann.
Pour permettre au général Helmut Weidling de se concentrer sur ses responsabilités principales comme commandant de la cité, le Major-General Werner Mummert, commandant de la Panzerdivision Müncheberg fut nommé pour commander les secteurs A et B, à l'est de la ville, il était également chargé du LVIe Panzer Korps.
Weidling s'attacha alors les services son chef d'État-Major, le colonel Theodor von Dufving afin de gérer les affaires "militaires" et de l'ancien chef d'État-Major d'Hellmuth Reymann, le colonel Hans Refior pour s'occuper du domaine "civil" incluant les relations avec le Parti nazi et Joseph Goebbels.
Wöhlermann fut nommé commandant de la Panzerdivision Müncheberg tout en restant commandant de l'artillerie pour la ville.
Le 25 avril, Weidling ordonna à la SS Panzergrenadier Division "Nordland" de contre-attaquer afin de stopper la pénétration soviétique à l'aéroport de Tempelhof et à Neukolln.
Pendant la matinée du 26 avril, la Müncheberg attaqua au sud, à partir du nord-ouest de l'aéroport de Tempelhof avec ses 10 derniers chars d'assaut. Cette attaque fut vaine à cause de la défense soviétique.
La structure de commandement de Weidling changea de nouveau sur un coup de tête d'Adolf Hitler, qui promeut le Lieutenant-colonel (Oberstleutnant) Erich Bärenfänger au grade de Major-général (Generalmajor) en lui attribuant le commandement de la défense des secteurs A et B. Ce changement signifiait que Mummert devait reprendre le commandement de la Müncheberg, reléguant Wöhlermann à sa fonction de commandant de l'artillerie pour la défense de Berlin. Ce dernier bouleversement laissa perplexes les hommes de la Müncheberg qui subissaient le troisième changement de commandant en moins de vingt-quatre heures.

## Distinctions
Croix allemande en or décernée le 27 octobre 1941.

### Source
- (de) Patzwall, Klaus D. et Scherzer, Veit., Das Deutsche Kreuz 1941 - 1945 Geschichte und Inhaber Band II., Norderstedt, Verlag Klaus D. Patzwall, 2001 (ISBN 3-931533-45-X).